# Jerzy Pokojowczyk

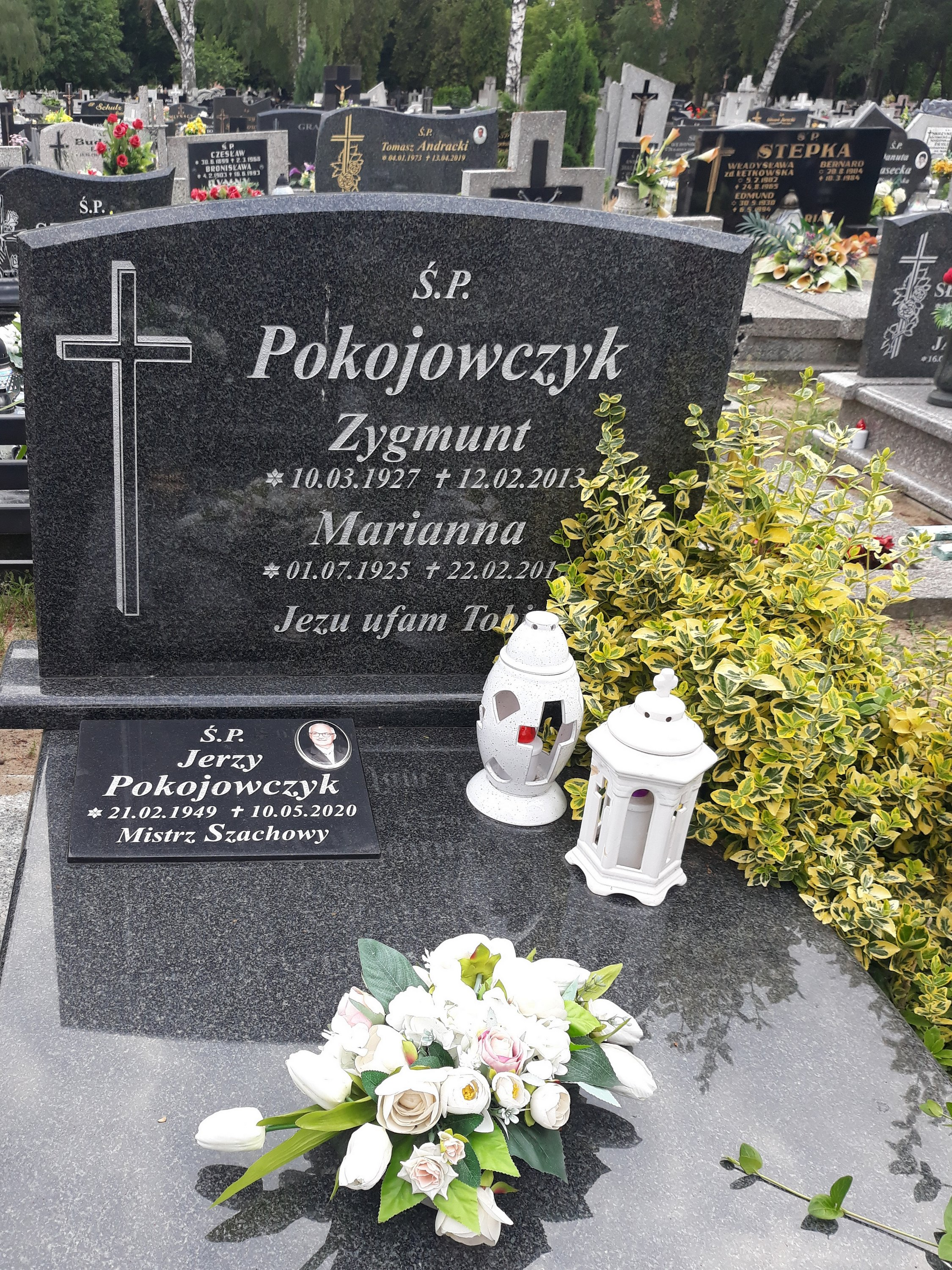
Nagrobek Jerzego Pokojowczyka

Jerzy Pokojowczyk (ur. 21 lutego 1949 w Walimie, zm. 10 maja 2020) – polski szachista, mistrz międzynarodowy od 1978 roku.

## Kariera szachowa
Pod koniec lat 60. był czołowym juniorem kraju, dwukrotnie (w latach 1968 i 1969) zdobywając wicemistrzostwo Polski juniorów. W roku 1969 wystąpił na mistrzostwach Europy juniorów w Groningen, zajmując 2. miejsce w finale B, co odpowiadało 12. miejscu w ostatecznej klasyfikacji. W roku 1971 zadebiutował w finale mistrzostw Polski seniorów. Do roku 1986 wystąpił dwunastokrotnie w finałach indywidualnych mistrzostw kraju, zdobywając dwa medale: srebrny (Bydgoszcz 1976) oraz brązowy (Warszawa 1981).
W roku 1977 zwyciężył w otwartym turnieju w Rzeszowie oraz zajął wysokie, V miejsce w memoriale Akiby Rubinsteina w Polanicy-Zdroju (m.in. przed Eugenio Torre i Borislavem Ivkovem). W roku 1978 podzielił II miejsce (za Markiem Cejtlinem) w Słupsku oraz podzielił II miejsce (za Ivanem Hausnerem, wspólnie z Jonem Arnasonem i Karelem Mokrym w turnieju Bohemians w Pradze. W roku 1980 ponownie okazał się najlepszym Polakiem w memoriale Akiby Rubinsteina, zajmując III miejsce. W roku 1981 zwyciężył w Suboticy.
Reprezentował Polskę w turniejach drużynowych, m.in. dwukrotnie na olimpiadach szachowych (w latach 1974, 1980).
Najwyższy ranking w karierze osiągnął 1 stycznia 1982 r., z wynikiem 2450 punktów zajmował wówczas 3. miejsce (za Włodzimierzem Schmidtem i Adamem Kuligowskim) wśród polskich szachistów.
W 1989 r. zakończył karierę szachową.
Pochowany na cmentarzu katolickim Trójcy Świętej przy ul. Lotników 2 w Bydgoszczy.